# Маркин, Валерий Васильевич
Вале́рий Васи́льевич Ма́ркин (15 июля 1947, Каменка, Пензенская область, РСФСР, СССР — 15 марта 2022) — советский и российский социолог, ведущий специалист в области социологии социальной структуры, социальных институтов и процессов, социологии регионов, социологии управления, политической социологии. Кандидат исторических наук, доктор социологических наук, профессор, руководитель Центра региональной социологии и конфликтологии, главный научный сотрудник Института социологии РАН.
Вице-президент Международной академии инновационных социальных технологий, Вице-президент Академии наук социальных технологий и местного самоуправления, действительный член Российской академии естественных наук, Российской академии социальных наук, Международной академии корпоративного управления.
Эксперт-консультант Счётной Палаты РФ, эксперт Аналитического Центра при Правительстве РФ, консультант научно-экспертного Совета при Председателе Совета Федерации Федерального Собрания РФ.
Почётный работник высшего профессионального образования РФ.
Выдвинул и обосновал концепцию социального программирования, представленную как теория и методы разработки и верификации моделей (образов) и способов (модусов агенди и операнди) целенаправленного воздействия на общественные процессы, имеющего видовые особенности социального прогнозирования (нормативного), социального проектирования, социального планирования в стратегических властно-управленческих решениях.
Разрабатывал теоретические и методологические основы социологии регионов, социологического моделирования социально-пространственной и социально-территориальной идентификации и его применения в региональной политике и управлении, территориальном маркетинге и брендинге.

## Биография
Родился 15 июля 1947 года в городе Каменке Пензенской области.
В 1969 года окончил Пензенский государственный педагогический институт имени В. Г. Белинского по специальности — «История и обществоведение». С 1969 по 1971 работал ассистентом кафедры философии Пензенского политехнического института.
В 1971—1974 годах учился в аспирантуре МГУ имени М. В. Ломоносова, в 1974 году защитил диссертацию на соискание учёной степени кандидата исторических наук по теме «Партийное руководство культурно-техническим развитием коллектива социалистического промышленного предприятия на современном этапе строительства коммунизма» (специальность 09.00.02 — теория научного социализма и коммунизма).
Затем вернулся в Пензенский политехнический институт (впоследствии преобразованный в Пензенский государственный университет) работал старшим преподавателем, доцентом. С 1977 по 2006 являлся заведующим кафедрой.
В 1993 году окончил Уральский государственный университет имени А. М. Горького по специальности «Социология».
В 1998 году в Мордовском государственном университете защитил диссертацию на соискание учёной степени доктора социологических наук по теме «Теоретико-методологические основы социального программирования» (специальность 22.00.04 — «Социальная структура, социальные институты и процессы») Присвоено учёное звание профессора по кафедре «Социология и управление».
С 1999 по 2005 — директор Института государственной службы и управления при губернаторе Пензенской области.
В 2005—2006 — директор Приволжского Дома знаний.
С 2006 — руководитель Центра региональной социологии и конфликтологии, главный научный сотрудник Института социологии РАН.
С 1983—1991 являлся членом Правления Советской социологической ассоциации.
С 1993 по 2008 год являлся членом Президиума Совета учебно-методического объединения вузов России в области менеджмента.
Скончался 15 марта 2022 года.

## Научная деятельность
Выдвинул и обосновал концепцию социального программирования, представленную как теория и методы разработки и верификации моделей (образов) и способов (модусов агенди и операнди) целенаправленного воздействия на общественные процессы, имеющего видовые особенности социального прогнозирования (нормативного), социального проектирования, социального планирования в стратегических властно-управленческих решениях. Концепция была эмпирически подготовлена на основе более чем 20 крупномасштабных социологических исследованиях отраслевого и регионального характера.
С 1990-х изучал проблемы социологии регионов. В рамках программ фундаментальных исследований РАН «Фундаментальные проблемы пространственного развития Российской Федерации: междисциплинарный синтез» (2009—2011), «Роль пространства в модернизации России: природный и социально-экономический потенциал» (2012—2014) им выдвинута концепция социального моделирования регионов на основе региональной идентификации по критериям сочетания в социально-пространственном плане общероссийской, макрорегиональной, региональной (по субъекту РФ) и локальной (местной) идентичностей, генезиса и основных факторов регионообразования, особенностей качества жизни, менталитета региональных сообществ, уровню социальной напряжённости (конфликтогенности), социологической оценки эффективности деятельности органов регионального управления. Концепция имеет теоретико-методологический и прикладной характер, в том числе для совершенствования региональной политики и управления, территориального маркетинга и разработки региональных брендов.
Под руководством Маркина проведено более 100 крупных социально-экономических и социологических исследований по заказам органов государственного управления и предприятий, выполнено 8 грантов РГНФ, 2 гранта РФФИ, 2 — зарубежных фондов.
Организатор более 100 Международных и Всероссийских научных и научно-практических конференций.
Являлся одним из организаторов Тюменского социологического Форума.
Выступал экспертом политологической школы «Каспий» на международном политологическом форуме «Российский Кавказ».
Автор свыше 200 научных работ, в том числе 14 монографий, научный редактор более 100 сборников научных трудов и т. д.
Заместитель главного редактора журнала «Мониторинг правоприменения».
Член редакционных советов и редколлегий журналов:
- «Социологическая наука и социальная практика»
- «Власть»
- «Журналист. Социальные коммуникации»
- «Регионология»

Вел активную преподавательскую деятельность в ПГУ, СГА, МИРБИС и др. Им подготовлено 5 докторов и свыше 30 кандидатов социологических наук.

## Область научных интересов
- теория и методы социального программирования
- теория и методы социального управления
- социология управления
- региональная социология (социология региона)
- экономическая социология
- социология труда
- политическая социология
- количественные методы в социологии

## Награды и премии
- Серебряная медаль имени Питирима Сорокина (ИС РАН)
- Медаль РФ «За заслуги в проведении Всероссийской переписи населения»
- Знак Почётного работника высшего профессионального образования РФ
- Знак «За отличные успехи. Высшая школа СССР»
- и другие

## Публикации
С полным списком работ Маркина В. В. можно ознакомиться на официальном сайте Института социологии РАН (ко многим из них есть полный текст).

### Монографии
- Маркин В. В. Теоретико-методологические проблемы социально-пространственной и региональной идентификации: российская специфика // Региональная социология: проблемы консолидации социального пространства в России / Под ред. М. К. Гошкова, В. В. Маркина. М.: Новый Хронограф, 2014.
- Лапин Н. И., Маркин В. В., Дробижева Л. М., Халий И. А. Трансформация социокультурного пространства России // Фундаментальные проблемы пространственного развития Российской федерации: междисциплинарный синтез / Под ред. В. М. Котлякова. М.: Медиа-Пресс, 2013. ISBN 978-5-901003-40-4
- Маркин В. В., Воронов В. В. Повышение конкурентоспособности региона: опыт оценки и институционального взаимодействия гражданского общества, государства и бизнеса: опыт Росси и Германии. Колл. мон. Ростов-на-Дону: Изд-во СКАГС, 2012. ISBN 978-5-89546-690-2
- Маркин В. В. Региональная социология: диалог науки и практики // Вехи российской социологии 1950—2000-е годы / Под ред. Ж. Т. Тощенко, Н. В. Романовского; СПб.: «Алетейя», 2010. ISBN 978-5-91419-403-8
- МЧС России — 20 лет на службе Родины: современный портрет в сознании россиян и актуальные задачи позиционирования тематики безопасности жизнедеятельности (в соавт.). М.: ООО «ИПЦ „Маска“», 2010. ISBN 978-5-91146-542-1
- Мониторинг государственных и муниципальных услуг в регионе как стратегический инструмент повышения качества регионального управления: опыт проблемы, рекомендации. Учебное пособие / Введение и общ. ред. В. В. Маркин. М.: Экслибрис-Пресс, 2008. ISBN 978-5-88161-284-9
- Маркин В. В. Социальное программирование: теоретико-методологические проблемы. Пенза: Изд-во Пенз. гос. ун-та, 1998.

### Статьи
- Маркин В. В. Региональная социология и управление: «дорожная карта» взаимодействия // Экономические и социальные перемены: факты, тенденции, прогноз. 2014. № 5.
- Маркин В. В. Региональная социология и региональное управление: формат и механизмы взаимодействия // Гуманитарий Юга России. 2014. № 2.
- Маркин В. В. Формирование российской идентичности как фактор противодействия идеологии экстремизма и терроризма: региональный аспект // Власть. 2014. № 6.
- Маркин В. В., Роговая А. В., Чумиков А. Н. Практика информационной деятельности по нейтрализации распространения идеологии терроризма // Вестник Национального антитеррористического комитета. — М.: Граница ФСБ России, 2013. № 2(09).
- Маркин В. В., Роговая А. В. Противодействие распространению идеологии экстремизма в молодёжной среде, 1-я часть // Власть. 2012. № 11.
- Маркин В. В., Роговая А. В. Противодействие распространению идеологии экстремизма в молодёжной среде, 2-я часть // Власть. 2012. № 12.
- Маркин В. В. Региональная политика: инновационный вектор социального моделирования // Инновации, 2011. № 1.
- Маркин В. В. Региональная политика должна строиться на объективных основаниях // Власть, 2011. № 6.
- Маркин В. В., Нелюбин А. А. Социальное моделирования пространственных трансформаций. Мониторинг региональных органов власти // Ежегодник ИС РАН. Вып. 8. М., 2009.
- Маркин В. В. Параметры конфликтологического образования в России // Социология образования. 2009. № 3 (в соавт.).
- Маркин В. В. Основные направления преодоления диспропорций социально-экономического развития регионов России: сборник материалов / Под ред. В. В. Маркина и С. Л. Красноярцева. М.: Издание Совета Федерации, 2008.
- Маркин В. В. Региональная социология: проблемы социальной идентификации и моделирования российских регионов // Россия реформирующаяся. Ежегодник / Отв. Ред. М. К. Горшков. — Вып.7. — М.: Институт социологии РАН, 2008.
- Маркин В. В. Диалог с регионами: опыт анализа // Социологические исследования. 2008. № 7.
- Маркин В. В., Кижеватова В. А. Стратегии регулирования социально-трудового потенциала российского общества (недоступная ссылка) // Власть. 2008. № 4.
- Региональная социология в России: Сборник материалов социологических исследований / Отв. ред. В. В. Маркин. Институт социологии РАН. — М.: Экслибрис-Пресс, 2007.

### Участие в конференциях в 2014 г.
- Формирование российской идентичности как фактор национальной безопасности. Всероссийская научно-практическая конференция и VII Всероссийская школа молодого социолога. Майкоп-Белореченск, 24-27 апреля 2014.
  - Доклад: Формирование российской идентичности как фактор противодействия идеологии экстремизма и терроризма: региональный аспект
- Пути повышения качества защиты и экспертизы диссертационных работ. Всероссийская научно-практическая конференция. Пенза, 5-6 июня 2014.
  - Доклад: Европейский опыт аттестации научных кадров: возможности использования в России
- Международный политологический форум «Российский Кавказ» и Политологическая школа «Каспий». Махачкала, 14-21 сентября 2014.
  - Доклад: Общероссийская и региональная идентификация в дискурсе противодействия идеологии экстремизма и терроризма
  - Лекция: Социологическое исследование факторов противодействия идеологии экстремизма и терроризма в региональном аспекте: методологические и методические вопросы
- XIV Дридзевские чтения. Москва, 31 октября 2014.
  - Доклад: Фракталы и аттрактор социально-территориальной идентификации: социолого-управленческий аспект
- Общество и социология в современной России. Всероссийская научно-практическая конференция. Вологда, 13-15 ноября 2014.
  - Доклад: Социально-территориальная идентификация и региональное управление
- VI Орловские социологические чтения. Москва, 12 декабря 2014.
  - Доклад: Общероссийская и региональная идентификация в контексте ценностных ориентаций основных акторов социального взаимодействия
- Модернизация России: ключевые проблемы и решения. XV Международная научная конференция. Москва, 18-19 декабря 2014.
  - Доклад: Социальные факторы новой индустриализации России: региональный аспект.